# Cylindropuntia whipplei

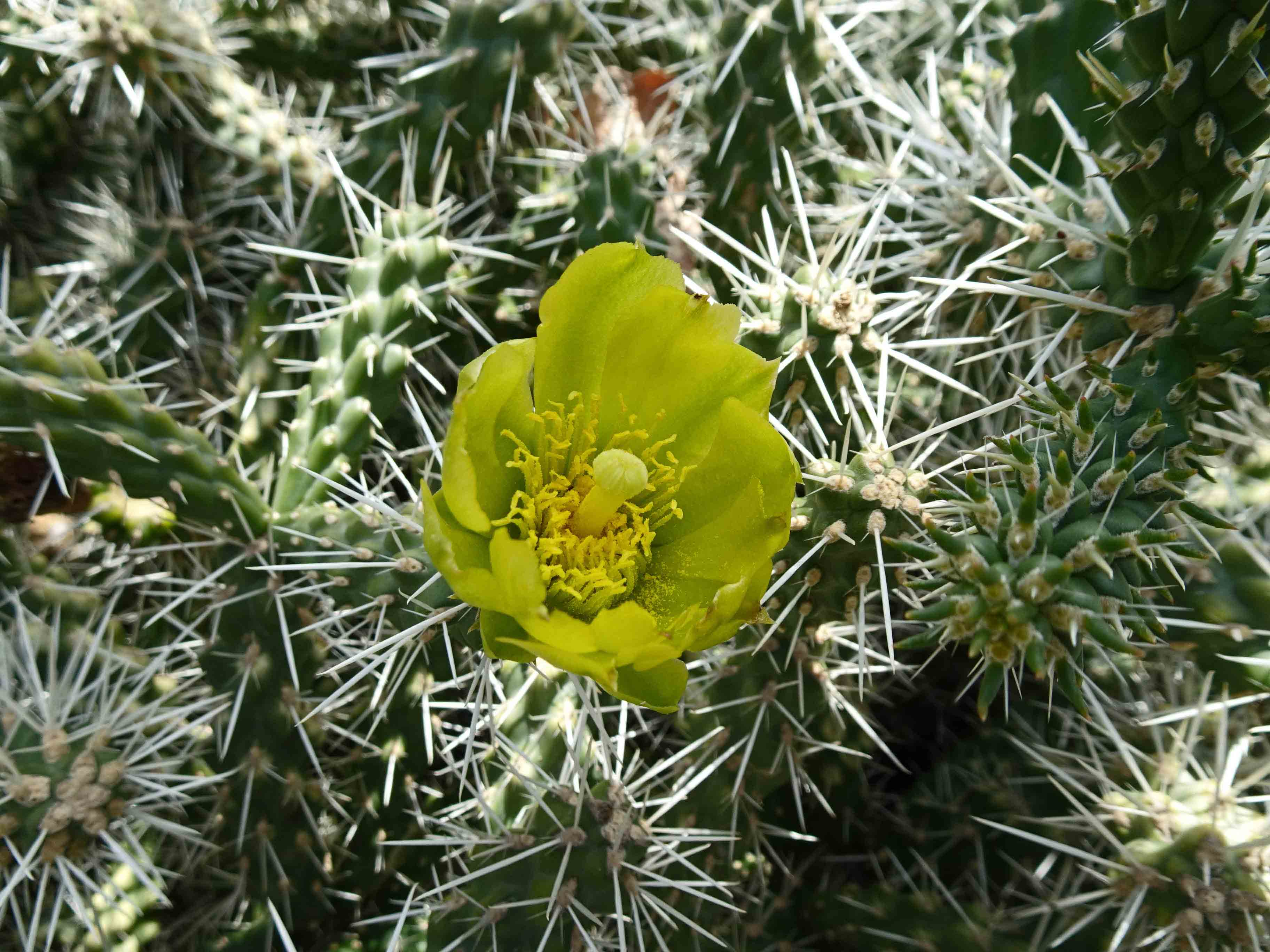
Blüte

Cylindropuntia whipplei ist eine Pflanzenart aus der Gattung Cylindropuntia in der Familie der Kakteengewächse (Cactaceae). Das Artepitheton whipplei ehrt den US-amerikanischen Militäringenieur und Vermesser Amiel Weeks Whipple (1816–1863). Englische Trivialnamen sind „Plateau Cholla“, „Rattail Cholla“  und „Whipple's Cholla“.

## Beschreibung
Cylindropuntia whipplei wächst baumförmig oder strauchig, niedrig bis aufrecht, spärlich bis reich verzweigt und erreicht Wuchshöhen von 0,5 bis 1,3 Meter. Die Zweige stehen (beinahe) in Wirteln zusammen. Auf den grünen, schlanken, 3 bis 15 Zentimeter langen und 0,5 bis 2,2 Zentimeter im Durchmesser messenden Triebabschnitten befinden sich sehr deutlich erkennbare kurze Höcker. Die dreieckigen, hellgelb bis weiß bewollten Areolen vergrauen im Alter und tragen 1 bis 3 Millimeter lange gelbe Glochiden. Die ein bis zehn weißen bis rötlich braunen, zweigestaltigen Dornen, meist sind es drei bis acht, sind an allen Areolen vorhanden. Die oberen vier bis sechs Dornen sind kräftig, über Kreuz ausgebreitet und 0,6 bis 1,1 Zentimeter lang. Die meist vier seitlichen, schlanken, an ihrer Basis etwas abgeflachten, zurückgebogenen basalen Dornen erreichen eine Länge von 5 bis 8 Millimeter. Die Dornenscheiden sind weiß bis hellgelb.
Die hellgelben, gelben bis grünlich gelben Blüten weisen einen Durchmesser von bis zu 2 Zentimeter auf. Die breit zylindrischen bis fast kugelförmigen, gelben bis gelblich grünen Früchte sind weichfleischig bis fleischig und nicht bedornt. Sie sind 1,8 bis 3,5 Zentimeter lang und erreichen Durchmesser von 1,5 bis 3,2 Zentimeter.

## Verbreitung, Systematik und Gefährdung
Cylindropuntia whipplei ist in den Vereinigten Staaten in den Bundesstaaten Utah, Colorado, Arizona und New Mexico in der Upper Desert, in Gras- und Waldland, in Kiefernwäldern und der Sagebrush Desert in Höhenlagen von 900 bis 2300 Metern verbreitet.
Die Erstbeschreibung als Opuntia whipplei von George Engelmann und John Milton Bigelow wurde 1856 veröffentlicht. Frederik Marcus Knuth stellte die Art 1936 in die Gattung Cylindropuntia. Ein weiteres nomenklatorisches Synonym ist Grusonia whipplei (Engelm. & J.M.Bigelow) G.D.Rowley (2006).
In der Roten Liste gefährdeter Arten der IUCN wird die Art als „Least Concern (LC)“, d. h. als nicht gefährdet geführt. Die Art ist sehr reich vertreten, so dass die Entwicklung der Populationen als stabil angesehen wird.

## Nutzung
Die Wurzeln von Cylindropuntia whipplei werden medizinisch genutzt.

## Nachweise